# El páramo
El páramo (previamente titulada como La bestia) es una película española de terror original de Netflix, ópera prima de David Casademunt, quien también es el guionista de la cinta. Se estrenó en el Festival de Cine de Sitges en octubre de 2021, previo a su estreno en Netflix el 6 de enero de 2022.

## Sinopsis
Lucía (Inma Cuesta), su marido (Roberto Álamo) y su hijo viven alejados de la sociedad en un paraje llano en el que casi no hay vida. Desde la partida del padre, la pequeña unidad familiar que forman madre e hijo apenas recibe visitas, y su meta es desarrollar una existencia tranquila. En un inicio lo consiguen, pero la aparición de una misteriosa y violenta criatura que empieza a acosar su pequeña casa pondrá a prueba la relación que los une.

## Reparto
- Inma Cuesta como Lucía
- Asier Flores como Diego
- Roberto Álamo como Salvador
- Marià Llop como La Bestia
- Alejandra Howard como Juana

## Producción
La película se anunció en febrero de 2021 bajo el título de La bestia. El rodaje comenzó a principios de ese mismo mes en un páramo de la provincia de Teruel y finalizó un mes más tarde.
En agosto de 2021 se anunció el cambio de título de la película a El páramo, además de su estreno en el Festival de Cine de Sitges.